# Septimerbecken
Das Septimerbecken ist ein Regenrückhaltebecken in Berlin-Reinickendorf, in der Nähe der Gotthardstraße. Er ist beidseitig mit dem Schwarzen Graben verbunden. Jenseits des Septimerbeckens erstreckt sich eine 1960–1962 erbaute Wohnsiedlung.

## Geschichte
Das Gewässer wurde im Jahre 1962 angelegt. Davor existierte auf dem Gebiete ein in den 1930er angelegter Staubecken. Durch die Senke floss vorher der Schwarze Graben. Dieser entwässerte seit Jahrhunderten den Schäfersee zum Tegeler See.
Seit 1987 reinigt ein Sumpfklärbeet das Regenwasser, welches von den schmutzigen Straßen im Septimer Becken zusammenläuft, und lässt es dann sauberer durch eine Röhre Richtung Hohenzollernkanal abfließen.